# Narzędziownia
Narzędziownia lub narzędziarnia – budynek lub wydzielona część zakładu przemysłowego, służąca jako magazyn, wypożyczalnia oraz warsztat do utrzymywania narzędzi i przyrządów technicznych (np. pomiarowych) we właściwym stanie technicznym. W niektórych dużych przedsiębiorstwach narzędziownia posiada również laboratorium do przeprowadzania szczegółowych badań technicznych użytkowanych narzędzi.
Narzędziownia może być również miejscem wytwarzania, modyfikowania lub przystosowywania narzędzi na potrzeby realizowanego procesu technologicznego. Przykładowe operacje wytwórcze i przeróbcze realizowane w narzędziowniach to:
- skrawanie,
- frezowanie,
- toczenie,
- elektrodrążenie,
- spawanie i napawanie (regeneracja),
- polerowanie, szlifowanie.

Oprócz tego narzędziownią nazywane są również całe firmy specjalizujące się w produkcji narzędzi, szczególnie form wtryskowych, wykrojników, tłoczników oraz innych elementów metalowych przeznaczonych do wykorzystywania w procesach przemysłowych.

## Zadania i procesy realizowane w narzędziowni
Narzędziownia przyzakładowa ma ściśle określone zadania, które stanowią wsparcie procesów produkcyjnych. Jej główną działalnością jest kompleksowe zarządzanie obiegiem narzędzi wewnątrz przedsiębiorstwa, na które składają się poniższe czynności:
- prowadzenie ewidencji narzędzi,
- magazynowanie i bieżący monitoring stanów magazynowych,
- zgłaszanie zapotrzebowania na zakup narzędzi,
- obsługa wypożyczalni i wydawanie narzędzi pracownikom,
- ocena zużycia narzędzi, przeglądy i badania okresowe,
- naprawy i regeneracje,
- wytwarzanie nowych narzędzi,
- analiza kosztów zużycia narzędzi,
- złomowanie i utylizacja.

## Struktura narzędziowni
W większych zakładach przemysłowych narzędziownia często stanowi osobny dział firmy, na który składa się:
- magazyn narzędzi i sprzętu,
- wydawalnia lub wypożyczalnia,
- warsztat naprawczy,
- linia produkująca narzędzia (złożona głównie z maszyn CNC),
- laboratorium lub pomieszczenie do przeprowadzania badań i przeglądów.

Pracownikami narzędziowni są najczęściej ślusarz i narzędziowiec.